# Alain de Botton
Alain de Botton (Zúrich, 20 de diciembre de 1969) es un escritor, filósofo y vlogger suizo.
Sus libros discuten diversos temas desde un punto de vista filosófico, acentuando su relevancia en relación con la vida cotidiana. En agosto de 2008, se convirtió en miembro fundador de una nueva institución educativa en el centro de Londres llamada The School of Life. En mayo de 2009, participó también en la creación de una nueva institución de arquitectura denominada Living Architecture.
Tiene las nacionalidades suiza y británica, y reside en Londres (Reino Unido).

## Obra
- Essays In Love (1993), también publicada como On Love: A Novel (2006), traducción al castellano: Del amor, 1995, Juan del Solar, Ediciones B, Barcelona
- The Romantic Movement (1994), traducción al castellano: El placer de sufrir: sexo, consumo, y demás historias, 1996, Miguel Martínez-Lage, Ediciones B, Barcelona
- Kiss and Tell (1995), traducción al castellano: Beso a ciegas, 1999, Miguel Martínez-Lage, Ediciones B, Barcelona
- How Proust Can Change Your Life (1997), traducción al castellano: Cómo cambiar tu vida con Proust, 1998, Miguel Martínez-Lage, Ediciones B, Barcelona
- The Consolations of Philosophy (2000), traducción al castellano: Las consolaciones de la filosofía, 2001, Pablo Hermida Lazcano, Taurus, Madrid
- The Art of Travel (2002), traducción al castellano: El arte de viajar, 2002, Pablo Hermida Lazcano, Taurus, Madrid
- Status Anxiety (2004), traducción al castellano: Ansiedad por el estatus, 2004, Jesús Cuéllar, Taurus, Madrid
- The Architecture of Happiness (2006), traducción al castellano: La arquitectura de la felicidad, 2008, Mercedes Cebrián, Lumen, Barcelona
- The Pleasures and Sorrows of Work (2009), traducción al castellano: Miserias y esplendores del trabajo, 2011, Alfonso Barguño Viana, Lumen, Barcelona
- A Week at the Airport (2009) ["Una semana en el aeropuerto"]
- Religion for Atheists: A Non-Believer's Guide to the Uses of Religion (2012), traducción al castellano: Religión para ateos: guía de usos de la religión por un no creyente, 2012, Amado Diéguez,  RBA, Barcelona
- The News: A User's Manual (2014) ["Las noticias: manual del usuario"]
- The Course of Love (2016), traducción al castellano: La fatiga del amor, 2017, Inga Pellisa, Lumen, Barcelona